# Харатишвили, Гурам Леванович
Гурам Леванович Харатишвили (груз. გურამ ლევანის ძე ხარატიშვილი; 1934—2009) — советский и грузинский учёный в области математики и оптимальных процессов управления, доктор физико-математических наук (1970), профессор (1970), академик АН Грузинской ССР (1988). Директор Института систем управления АН Грузинской ССР (1972—1989).

## Биография
Родился 14 января 1934 года в Гори.
С 1951 по 1956 год обучался на механико-математическом факультете Московского государственного университета, с 1956 по 1959 год обучался в аспирантуре этого университета.
С 1959 года на научно-исследовательской работе в Вычислительном центре АН Грузинской ССР в качестве младшего научного сотрудника. С 1960 года на научно-исследовательской работе в  Институте прикладной математики АН Грузинской ССР в качестве научного, старшего научного и ведущего научного сотрудника, где занимался вопросами в области общей теории оптимальных задач.
С 1972 по 1989 год — директор Института систем управления АН Грузинской ССР, занимался организацией по исследованиям стохастических адаптивных и оптимальных систем, разработкой гибридного вычислительного комплекса для исследования систем автоматического управления, а так же специализированных вычислительных машин и элементов и устройств автоматики и телемеханики.
Жил в Тбилиси, улица Барнова, 67.

### Научно-педагогическая деятельность и вклад в науку
Основная научно-педагогическая деятельность Г. Л. Харатишвили была связана с вопросами в области общей теории оптимальных задач и теории оптимальных процессов управления с запаздыванием. Под его руководством был разработан ряд алгоритмов для расчета на электронно-вычислительных машинах широких классификаций оптимальных задач, занимался разработкой итерационных методов идентификации многомерных процессов управления объектами с изменяющимися характеристиками и методами распознавания и преобразования речевых образов.
В 1959 году защитил кандидатскую диссертацию, в 1970 году защитил докторскую диссертацию на соискание учёной степени доктор физико-математических наук по теме: «Экстремальные задачи в линейных топологических пространствах». В 1970 году ВАК СССР ему было присвоено учёное звание профессор. В 1979 году был избран член-корреспондентом, а в 1988 году — действительным членом  АН Грузинской ССР.  Г. Л. Харатишвили было написано более ста научных работ, в том числе монографий.

## Основные труды
- Экстремальные задачи в линейных топологических пространствах. - Тбилиси, 1968. - 141 с.
- Абстрактная вариационная теория и ее применения к оптимальным задачам запаздываниями / Г. Л. Харатишвили, З. А. Мачаидзе, Н. И. Маркозашвили, Т. А. Тадумадзе ; АН ГССР. Ин-т систем управления. - Тбилиси : Мецниереба, 1973. - 112 с.
- Некоторые вопросы математической теории оптимального управления / Ред. Л. Г. Магнарадзе, Г. Л. Харатишвили ; Тбил. гос. ун-т. Ин-т прикл. математики. - Тбилиси : Изд-во Тбилис. ун-та, 1975
- Оптимальные задачи в системах с переменной структурой : [Сб. ст.] / Тбил. гос. ун-т, Ин-т прикл. математики им. И. Н. Векуа; Ред. Г. Л. Харатишвили. - Тбилиси : Изд-во Тбил. ун-та, 1985. - 183 с.
- Оптимальное управление : Посвящается Р. В. Гамкрелидзе к 60-летию со дня рождения / Ред. Г. Л. Харатишвили. - Тбилиси : Изд-во Тбил. ун-та, 1988. - 187 с. (Тр. Ин-та прикл. математики им. И. Н. Векуа / Тбил. гос. ун-т).
- Оптимальное управление : К 100-летию со дня рождения А. М. Размадзе / Ред. Г. Л. Харатишвили, Т. А. Тадумадзе. - Тбилиси : Изд-во Тбил. ун-та, 1991. - 163 с.  (Труды Института прикладной математики имени И. Н. Векуа)[6]